# Ranunculus szaferi
Ranunculus szaferi är en ranunkelväxtart som beskrevs av Jasiew.. Ranunculus szaferi ingår i släktet ranunkler, och familjen ranunkelväxter. Inga underarter finns listade i Catalogue of Life.